# Gazometrie sanguină

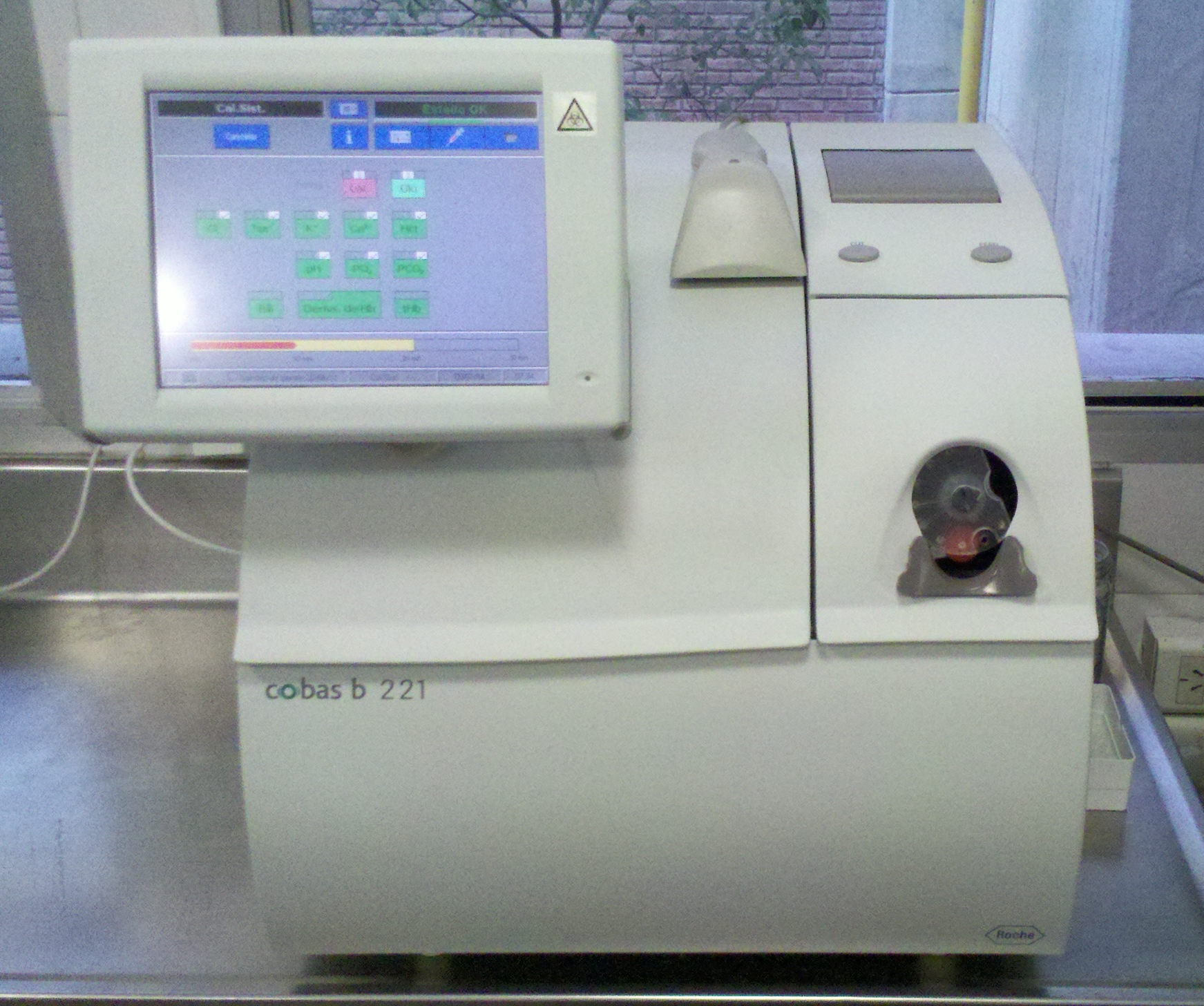
Cobas b221 (Roche Diagnostics), un aparat compact de analiză gazometrică sanguină.

Gazometria sanguină definește domeniul metodelor de analiză a gazelor dizolvate în sânge. Pentru aceasta se folosesc mici cantități de sânge luate din arterele de sânge. Este vorba de analize hematologice uzuale.
Un test al gazometriei sanguine poate măsura, de asemenea, nivelul de bicarbonat din sânge. Mulți analizatori de sânge-gaze vor raporta, de asemenea, concentrații de lactat, hemoglobină, mai mulți electroliți, oxihemoglobină, carboxihemoglobină și methemoglobină. Testarea ABG este utilizată în principal în pneumologie și în medicina de îngrijire critică pentru a determina schimbul de gaze pe membrana alveolară-capilară. Testarea gazomentriei sanguine are, de asemenea, o varietate de aplicații în alte domenii ale medicinei. Combinațiile de tulburări pot fi complexe și dificil de interpretat, astfel că sunt utilizate în mod obișnuit calculatoare, nomograme și reguli generale.